# ŁKS Łódź
ŁKS Łódź este un club de fotbal din Łódź, Polonia care evoluează în III Liga. Clubul este deținut de consiliul orașului Łódź.

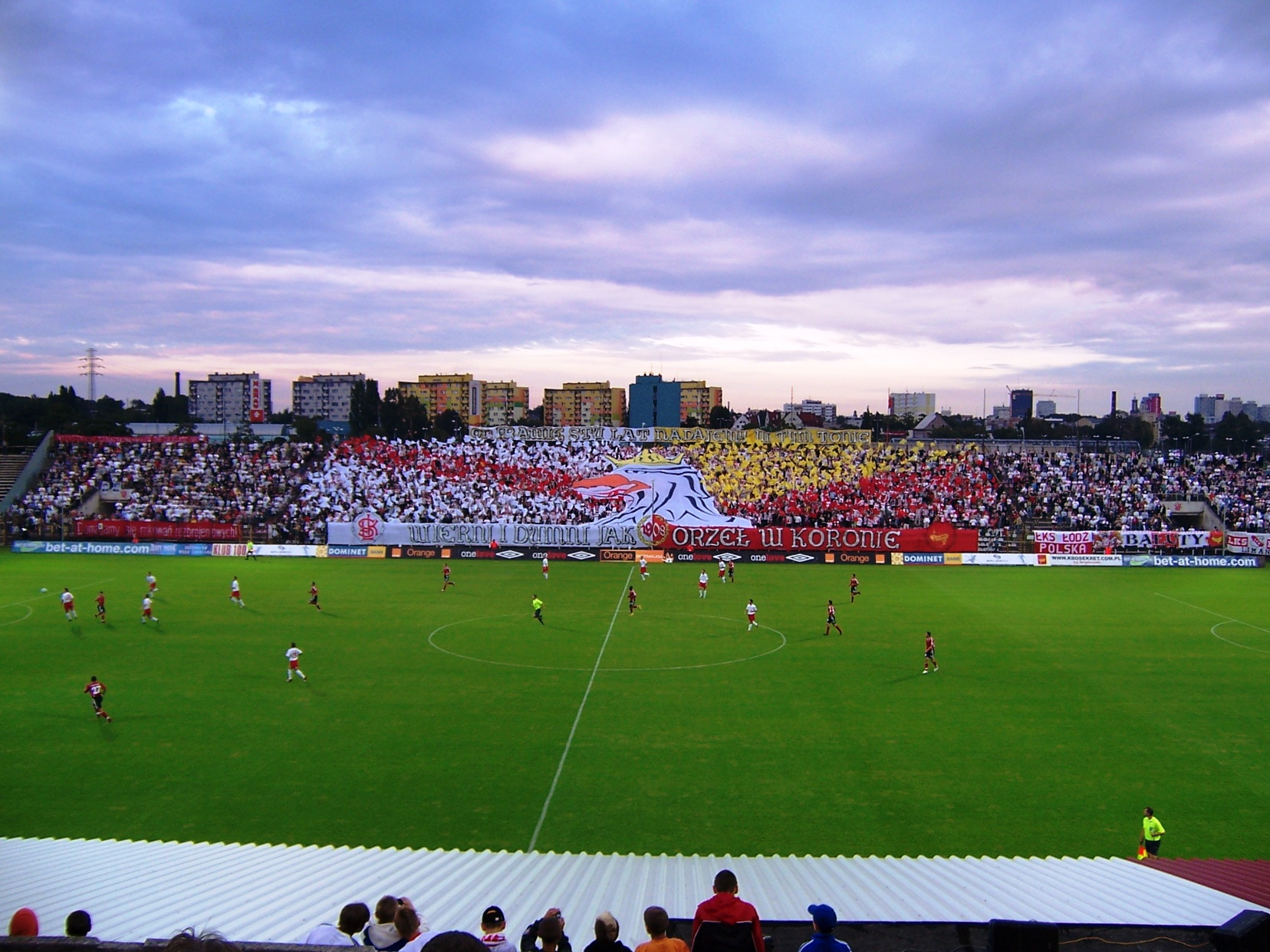
Stadion ŁKS

## Palmares

### Domestic
- Ekstraklasa:
  - Primul loc (2): 1958, 1997/98
  - Locul doi (1): 1954

- Cupa Poloniei:
  - Câștigătoare (1): 1956/57